# José Macotelo
José Alfredo Macotelo Camacho (San José, 12 de julio de 1985) es un futbolista costarricense. Juega como mediocampista, y su equipo actual es el ADR Jicaral de la Segunda División de Costa Rica.

## Trayectoria
Hizo su debut en la Temporada 2004-05 en el Puntarenas FC. Permaneció en el club porteño hasta 2010 en donde emigró al Chivas USA de la MLS de Estados Unidos en calidad de préstamo. Allí no duró mucho tiempo y en el mismo año regresó al país para incorporarse al Santos de Guápiles en donde jugó una temporada. Desde ahí ha jugado en varios clubes como Belén FC y Carmelita. 
En la actualidad se encuentra sin club y el último en el que militó 

## Clubes
| Club                  | País           | Año               |
| --------------------- | -------------- | ----------------- |
| Puntarenas FC         | Costa Rica     | 2006 - 2010       |
| Chivas USA (Préstamo) | Estados Unidos | 2010              |
| Santos                | Costa Rica     | 2010 - 2011       |
| Belén FC              | Costa Rica     | 2011 - 2013       |
| Carmelita             | Costa Rica     | 2013 - 2014       |
| ADR Jicaral           | Costa Rica     | 2014 - Actualidad |

## Palmarés

### Títulos
| Título                         | Club          | Resultado   |
| ------------------------------ | ------------- | ----------- |
| Copa Interclubes de UNCAF 2006 | Puntarenas FC | Campeón     |
| Copa Banco Nacional 2013       | Carmelita     | Sub-Campeón |